# Selenops ducke
Espèce
Selenops ducke est une espèce d'araignées aranéomorphes de la famille des Selenopidae.

## Distribution
Cette espèce est endémique d'Amazonas au Brésil,. Elle se rencontre vers Manaus.

## Description
Le mâle holotype mesure 6,50 mm et la femelle paratype 9,00 mm.

## Étymologie
Son nom d'espèce lui a été donné en référence au lieu de sa découverte, la réserve forestière Adolpho Ducke.

## Publication originale
- Corronca, 1996 : Three new species of Selenops Latreille (Araneae, Selenopidae) from northern Brazil. Journal of arachnology, vol. 24, no 1, p. 68-71 (texte intégral).